# Francesco Corbisieri
Francesco Corbisieri o Corbisiero (Marzano di Nola, 1733 circa – Napoli, dopo il 1802) è stato un compositore italiano.
Studiò musica con Lorenzo Fago e Gualberto Brunetti al Conservatorio della Pietà dei Turchini, dove fu ammesso il 3 giugno 1744. Successivamente, il 1º settembre 1764, fu nominato organista suprannumerario della Cappella Reale di Napoli; il 23 luglio 1768 vi diventò organista ordinario e il 16 febbraio 1771, succedendo a Domenico Merola, ricevette la carica di primo organista. Il 2 dicembre 1779 successe Giuseppe Marchitti nella posizione di vice-maestro di cappella della Cappella Reale, ma non riuscì ad ottenere nel 1787, dopo la morte di Pasquale Cafaro, quella di maestro titolare, che venne assegnata a Vincenzo Orgitano.
Corbisieri compose soprattutto lavori sacri, alcuni dei quali furono erroneamente attribuiti ad esso, anziché al fratello Antonio Corbisiero.

## Lavori
- La Mergellina (opera buffa, libretto di Francesco Cerlone, 1771, Napoli)
- La maestra (opera buffa, libretto di Carlo Goldoni, 1773, Napoli)
- L'osteria di Pausilippo (opera buffa, libretto di Francesco Cerlone, 1775, Salerno)
- 5 Kyrie e Gloria (in si maggiore, 1772; in fa maggiore, 1772; in do maggiore, 1778; in re maggiore, 1780; in sol maggiore. 1781)
- Gloria (1775)
- Tube sonore (mottetto, 1776)
- Inter choros (mottetto, 1781)
- Festu diem (mottetto, 1781)
- Virgo sacrato (moettetto per 5 voci)
- 4 Dixit (in la maggiore, 1760; in do maggiore, 1772; in si maggiore, 1772; in re maggiore, per 5 voci)
- Improperi
- 2 Litanie
- Beatus vir (1772)
- Credidi (1772)
- Nisi Dominus (1772)
- Leatatus sum (1772)
- Dixit (1772)
- Pezzi per organo
- La pioggia già cessata (cavatina pastorale)
- Solfeggi
- Adagio e sonata per la Benedizione

| Controllo di autorità | VIAF (EN) 5194078 · ISNI (EN) 0000 0000 1084 614X |